# Graveur général des monnaies
In Francia, il Graveur général des monnaies (Incisore generale) dirigeva il servizio di incisione e la creazione dei principali strumenti monetari, quali punzoni, conii per la fabbricazione delle monete, medaglie, punzoni e dei bicorni di garanzia.
Per descrivere questa funzione in passato, si può riprendere quanto scrive Désiré-Albert Barre al suo collega di Torino nel 1864:
Il ne jouit d’aucun appointement, le local de ses ateliers lui est fourni par l’État, le matériel de ces ateliers lui appartient, les frais de personnel, contremaître et ouvriers sont à sa charge…»
Egli non gode di alcuno stipendio, il locale del suo laboratorio è fornito dallo Stato, il materiale di questi laboratori gli appartiene, i costi del personale, i punzoni e i lavoratori sono a suo carico…»
()
All'epoca in cui la coniazione delle monete era fatta in molte zecche, a Parigi e nelle province, il Graveur Général aveva l'incarico di creare il disegno originale delle monete e delle matrici necessarie per realizzare i conii che permettevano di battere le monete. Egli inviava queste matrici agli incisori di ogni zecca periferica.
È stato Enrico II che ha istituito questa figura nel 1547, il suo primo anno di regno. Il primo a ricoprire questo incarico è stato Marc Béchot.
La figura è stata soppressa il 1º marzo 2001, ed è stata sostituita dallo Chef du Service de la gravure.

## Lista dei Graveurs Généraux des Monnaies[5]
- 1 - Marc Béchot 1547 – 1557
- 2 - Claude de Hery 1557 – 1582
- 3 - Philippe Danfrie l'ancien 1582 – 1590
- 4 - Philippe Danfrie il giovane 1690 – 1604
- 5 - Nicolas Briot 1605 – 1625
- nel periodo 1625 – 1630, Pierre Regnier fece le funzioni di Graveur Général
- 6 - Jean Darmand, detto l'Orphelin 1630 – 1646
- 7 - Jean Warin 1646 – 1672
- 8 - François Warin 1672 – 1681
- 9 - Joseph Roëttiers 1682 – 1703
- 10 - Norbert Roëttiers 1704 – 1727
- 11 - Joseph Charles Roëttiers 1727 à 1753
- 12 - Charles Norbert Roëttiers 1753 – 1772
- Joseph Charles Roëttiers 1772 – 1774[6]
- 13 - Pierre-Simon-Benjamin Duvivier 1774 – 1791
- 14 - Augustin Dupré Anno IV - Anno XI
- 15 - Pierre-Joseph Tiolier Anno XI – 1816
- 16 - Nicolas-Pierre Tiolier 11 settembre 1816 – 31 dicembre 1842
- 17 - Jean-Jacques Barre 1º gennaio 1843 – 14 febbraio 1855
- 18 - Désiré-Albert Barre 27 febbraio 1855 – 31 dicembre 1878
- 19 - Jean-Auguste Barre 1º gennaio 1879 – 31 dicembre 1879
- Charles Marchais Graveur général ad interim, 4 ottobre 1870 – giugno 1871
- 20 - Auguste Barre 1878 – 1879
- 21 - Jean Lagrange 1880 – 1896
- 22 - Henri-Auguste-Jules Patey 1896 – 1930
- 22 - Lucien Bazor 1931 – 1958
- 24 - Raymond_Joly ottobre 1958 – aprile 1974
- 25 - Emile Rousseau aprile 1974 – febbraio 1994
- 26 - Pierre Rodier 3 febbraio 1994 – 28 febbraio 2001

## Lista dei Chefs du Service de la gravure
- 1 - Gérard Buquoy 1º marzo – 31 dicembre 2001
- 2 - Serge Levet 2002 – 2003
- 3 - Hubert Lariviere 2003 – 2010
- 4 - Yves Sampo da 2011